# I prigionieri del tempo
(dal paragrafo 268)
I prigionieri del tempo (titolo originale The Prisoners of Time) è un librogame dello scrittore inglese Joe Dever, pubblicato nel 1987 a Londra dalla Arrow Books e tradotto in numerose lingue del mondo. È l'undicesimo dei volumi pubblicati della saga Lupo Solitario. La prima edizione italiana, del 1989, fu a cura della Edizioni EL.

## Trama
(dal paragrafo 268)
Caduto nella trappola di Gnaag, Lupo Solitario, insieme alle ultime due Pietre della Sapienza, è caduto nel Cancello dell'Ombra di Torgar, un portale dimensionale che si affaccia sull'onirico universo del Daziarn. Il Cavaliere Ramas dovrà dapprima recuperare le due Pietre, e poi trovare una via per fare ritorno nel Magnamund. Aiutato nella sua impresa dalla felina Serocca, dal misterioso Osservatore di Yanis e dal coraggioso Lorkon Cuorediferro, Lupo solitario riuscirà nel suo intento: dopo aver liberato il Daziarn dalla tirannia dell'infernale Signore del Caos, dopo aver sorpreso con le Pietre della Sapienza e ucciso il rinnegato Vonatar, il gobbo traditore, l'ultimo dei Ramas farà finalmente ritorno nel suo mondo, pronto a lanciare l'attacco finale ai Signori delle Tenebre, e alle forze del male del Dio delle Tenebre Naar.

## Edizioni
- Joe Dever, I prigionieri del tempo, traduzione di Alessandra Dugan, collana Librogame, Edizioni EL, 1989,  cap. 350, ISBN 88-7068-214-5.